# Ламон, Жанна
Жанна Ламон (англ. Jeanne Lamon, урожд. Джин Сьюзен Ламон, Jean Susan Lamon; 14 августа 1949, Куинс, Нью-Йорк, США — 20 июня 2021, Виктория, Британская Колумбия, Канада) — американская и канадская скрипачка, дирижёр и музыкальный педагог, специализировавшаяся на исполнении аутентичной барочной музыки. В 1981—2014 годах художественный директор и концертмейстер ансамбля аутентичной музыки «Тафельмузик». Лауреат премии Молсона (1999), член ордена Канады (2001).

## Биография
Джин Сьюзен Ламон, младшая из трёх детей в семье Айзека и Элли Ламон, родилась в 1949 году в Куинсе (Нью-Йорк) и выросла в Ларчмонте в том же штате. Любовь к музыке девочке привила мать, пианистка-любительница и поклонница Баха. В семь лет Джин начала брать уроки игры на скрипке. По окончании Уэстчерской консерватории она продолжила музыкальное образование в Брандейском университете, где получила в 1970 году степень бакалавра музыки. В Брандейском университете наставником Ламон был Роберт Кофф, а по завершении учёбы там она занималась современной скрипкой в Нидерландах у Хермана Кребберса. С 1972 года избрала в качестве специализации барочную скрипку и в 1972—1973 годах брала уроки в Амстердаме у Сигизвальда Кёйкена.
По возвращении в США Ламон на протяжении восьми лет сотрудничала как барочная скрипачка или концертмейстер с различными американскими и европейскими коллективами, исполняющими старинную музыку. Среди ансамблей, с которыми она играла, были «Камерата» (Бостон), «Банкетто музикале», Смитсоновский камерный оркестр, нью-йоркский Ансамбль старинной музыки, «Иль комплессо барокко» и Студия старинной музыки Монреаля. Ламон также сама основала группу Musick for the Generall Peace. В 1974 году она была удостоена премии Эрвина Бодки за исполнение старинной музыки, а на следующий год на записи в Нидерландах познакомилась с виолончелисткой Кристиной Махлер, в дальнейшем ставшей подругой её жизни.
После того как Ламон в 1979 и 1980 годах играла ми-мажорный скрипичный концерт Баха с торонтским камерным ансамблем «Тафельмузик» как приглашённая солистка, основатели коллектива Кеннет Солуэй и Сьюзен Грейвз пригласили её и Кристину Махлер присоединиться к нему на постоянной основе. Осенью 1981 года она заняла должность концертмейстера и художественного директора ансамбля и оставалась на ней более 30 лет, сыграв ключевую роль в его дальнейшем международном успехе. Под руководством Ламон «Тафельмузик» завоевал девять премий «Джуно» и был кандидатом на «Грэмми». На мировой уровень «Тафельмузик» вышел после заключения контракта с лейблом Sony Classical Vivarte, для которого ансамбль сделал многочисленные записи, в первую очередь симфоний Гайдна, с приглашённым дирижёром Бруно Вайлем. Среди других лейблов, с которыми сотрудничала Ламон, были Philips и Harmonia Mundi. Она натурализовалась как гражданка Канады в 1988 году. В этот период женщины на административных постах в музыкальных коллективах были редкостью, и Ламон, чьё личное имя в Канаде часто читали как «Жан», предполагая, что речь идёт о мужчине-франкофоне, изменила его написание с Jean на Jeanne, подчеркнув тем самым свой пол.
Начиная с 2000 года Ламон и контрабасистка «Тафельмузик» Элисон Маккей работали над расширением репертуара ансамбля за счёт новых музыкальных проектов. Среди этих проектов было исполнение «Времён года» Вивальди с использованием этнических музыкальных инструментов (в сотрудничестве с музыкантами-инуитами и исполнителями из Китая и Индии), а также проект «Галилео», включавший исполнение произведений на астрономическую тему. В качестве классического дирижёра Ламон, в «Тафельмузик» управлявшая музыкантами с места концертмейстера, впервые выступила в 2001 году, с сопрано Изабель Байракдарян и оркестром Королевской музыкальной консерватории. В дальнейшем она выступала как приглашённый дирижёр с Филармоническим оркестром Калгари, Симфоническим оркестром Китченера-Уотерлу, Симфоническим оркестром Новой Шотландии, Ванкуверским симфоническим оркестром, оркестром барочной музыки Торонтского университета и другими канадскими оркестрами.
Музыкальная карьера Ламон включала также преподавательскую работу. В 1970-е годы она преподавала на отделении старинной музыки Колледжа Смит в Массачусетсе, а после переезда в Канаду вела курсы исторического скрипичного мастерства в Королевской музыкальной консерватории, Университете Уилфрида Лорье и Торонтском университете. Кроме того, она активно участвовала в летних мастер-классах, которые давал ансамбль «Таффельмузик».
В июне 2014 года Ламон покинула пост художественного директора ансамбля «Тафельмузик», продолжив сотрудничество с ним в качестве художественного консультанта. Её работа в ансамбле завершилась в 2019 году, после чего Ламон вместе с Кристиной Махлер перебралась в Викторию (Британская Колумбия). В январе 2021 года у неё был диагностирован рак лёгких; течение болезни резко ускорилось в июне, и Ламон предпочла паллиативную помощь полному курсу лечения. Она скончалась 20 июня того же года в Виктории.

## Признание
За музыкальную карьеру Жанна Ламон была удостоена ряда профессиональных наград. Она была лауреатом премии Эрвина Бродки за исполнение старинной музыки (1974), премии имени Мюриэл Шеррин от Торонтского совета по искусству (1997), Национальной премии имени Джоан Чалмерс за художественное руководство (1998), премии Молсона от Совета Канады по искусству (1999) и премии Бетти Уэбстер за лидерство в области музыки (2007). В 2004 году Ассоциация музыкантов Торонто признала Ламон музыкантом года, а в 2013 году отметила её премией за достижения творческой карьеры.
В 2001 году Ламон была произведена в члены ордена Канады; в представлении к награде отмечались её заслуги в развитии ансамбля «Тафельмузик» и завоевании им мировой известности. В 2014 году она стала членом ордена Онтарио. Она была удостоена звания почётного доктора трёх канадских университетов — Маунт-Сент-Винсент в Галифаксе, Йоркского и Торонтского.